# Macroglossum assimilis
Macroglossum assimilis là một loài bướm đêm thuộc họ Sphingidae, chi Macroglossum.

## Hình ảnh

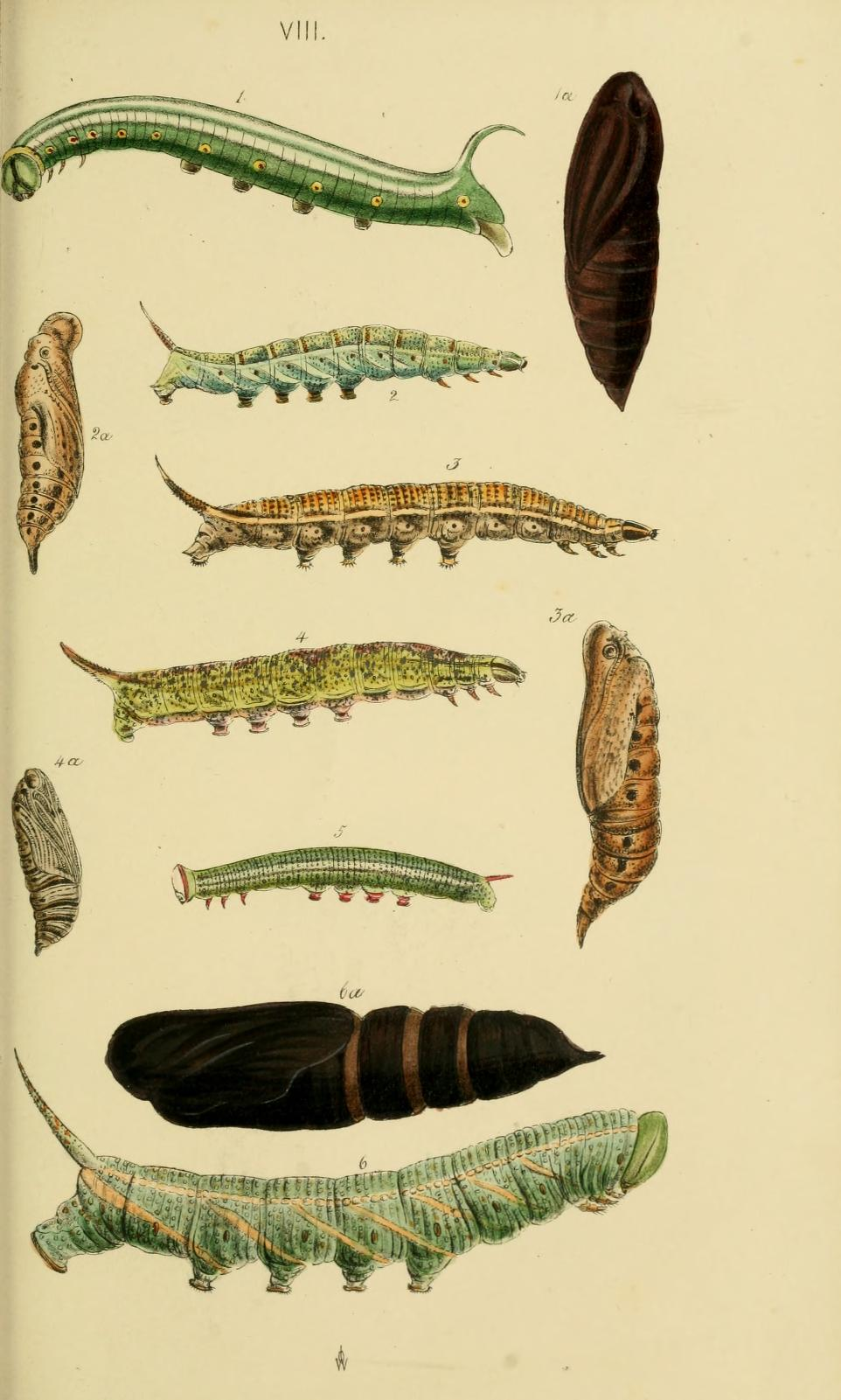